# Раннединастический период в Месопотамии
Раннединасти́ческий пери́од (сокр. РД) — период в истории и археологии Древней Месопотамии, датируемый 2900—2350 гг. до н. э.; подразделяется на три этапа: РД I, РД II и РД III. Выделяется прежде всего для Южной Месопотамии и составляет часть раннего бронзового века; название введено Г. Франкфортом. Стал продолжением протописьменного или периода Джемдет-Наср (как части последнего); сменился аккадским периодом. Первая историческая эпоха Месопотамии, время появления первых государств и расцвета шумерской цивилизации. В Северной Месопотамии примерно соответствует периоду Ниневии V.

## Общая характеристика
Раннединастический период — время существования первых государств Месопотамии и первых её достоверных правителей, объединённых в древнейшие династии. Первые государства возникли на юге Месопотамии — в областях Шуме́р и Акка́д (в то время — «Киэ́нги» и «Киу́ри»); по форме это были архаичные города-государства. Все они выросли из территориальных общин («номов») протописьменного периода. Важнейшую роль в Шумере играли: Урук, Ур, а также Ла́гаш (располагался обособленно), в Аккаде — Киш. Письменные источники того времени написаны на шумерском языке (старошумерский диалект); по этой причине раннединастические государства Месопотамии часто называют шумерскими, а саму цивилизацию — Шумером. Собственно шумеры доминировали лишь в одноимённой области; в Аккаде они сосуществовали с восточными семитами (предками аккадцев), а о распространении шумерского за пределами Южной Месопотамии надёжных сведений нет. Основными центрами письменности были храмы; каждый город-государство имел свой пантеон богов, возглавляемый богом-покровителем столицы. Существовал также общешумерский пантеон во главе с богом ветра Энлилем (культовый центр — священный Ни́ппур); также повсеместно почитались: Ан, Энки, Инанна, Нанна (Зуэн) и др. Города-государства часто воевали между собой; периодически какое-то из них добивалось гегемонии в Шумере или Аккаде (гораздо реже — в обеих областях); однако единого государства в раннединастической Месопотамии не сложилось. В зависимости от политической ситуации выделяются три этапа раннединастического периода — РД I, РД II и РД III (включая два подэтапа — РД IIIa и РД IIIb).

## Шумерские города-государства
Шумерские города-государства выросли из территориальных общин («номов») протописьменного периода. В начале раннединастического периода в Южной Месопотамии существовали государства: Ур (включая город Эреду), Урук, Лагаш (включая города: Лагаш, Нгирсу, Нина/Сираран и гавань Гуаба), Ларса (включая города Куталлу и Бад-тибира), Ниппур, Умма, Шуруппак, Киш (включая город Хурсанг-калама), государство с центром в городище Абу-Салабих (вероятно — исторический Эреш или Кеш (город)), условно — Куту (городища Джемдет-Наср и Телль-Укайр; сам Куту упоминается позже), Сиппар, Адаб, Ларак, Эшнунна (включая город Тутуб), Акшак и др. За пределами Шумера и Аккада уже тогда могли существовать государства: Дер, Ашшур, Ниневия.

### Система управления
Каждое государство состояло из главного города, нескольких второстепенных центров и прилегающей сельскохозяйственной округи. Верховную власть осуществлял наследственный правитель с титулом эн, э́нси или луга́ль; его полномочия ограничивали совет старейшин и народное собрание. Правитель был культовым главой государства (выполнял функции верховного жреца, участвовал в обряде «священного брака»), организатором общественных мероприятий и предводителем войска. Правители выделились из среды жречества или военных вождей; опорой их власти были храмовые институты и профессиональное войско (дружина, храмовое войско). Собственно царями были лишь носители титула лугаль (=аккад. шаррум, царь), который предполагал расширенные полномочия и санкционировался народным собранием (обычно во время войны). Сравнительно рано этот титул закрепили за собой правители Киша (область Аккад); напротив, в области Шумер получили распространение аристократические/олигархические режимы, контролировавшие действия энси. В обоих случаях укрепление позиций знати происходило за счёт ослабления демократических институтов (народного собрания). Важнейшими общественным институтом оставался храм, сочетавший административные, экономические, социальные и культовые функции; постепенное сращивание храма и дворца привело к формированию системы царско-храмовых хозяйств — важнейшей опоры центральной власти. Города-государства постоянно боролись за влияние; гегемон области Шумер носил титул «лугаль Страны» (давался в Ниппуре), гегемон Аккада должен был стать «лугалем Киша» (аккад. «царь множеств»). Основной ударной силой шумерского войска была тяжеловооружённая пехота, строившаяся фалангой; знать сражалась на архаичных колесницах.

### Экономика и земельные отношения

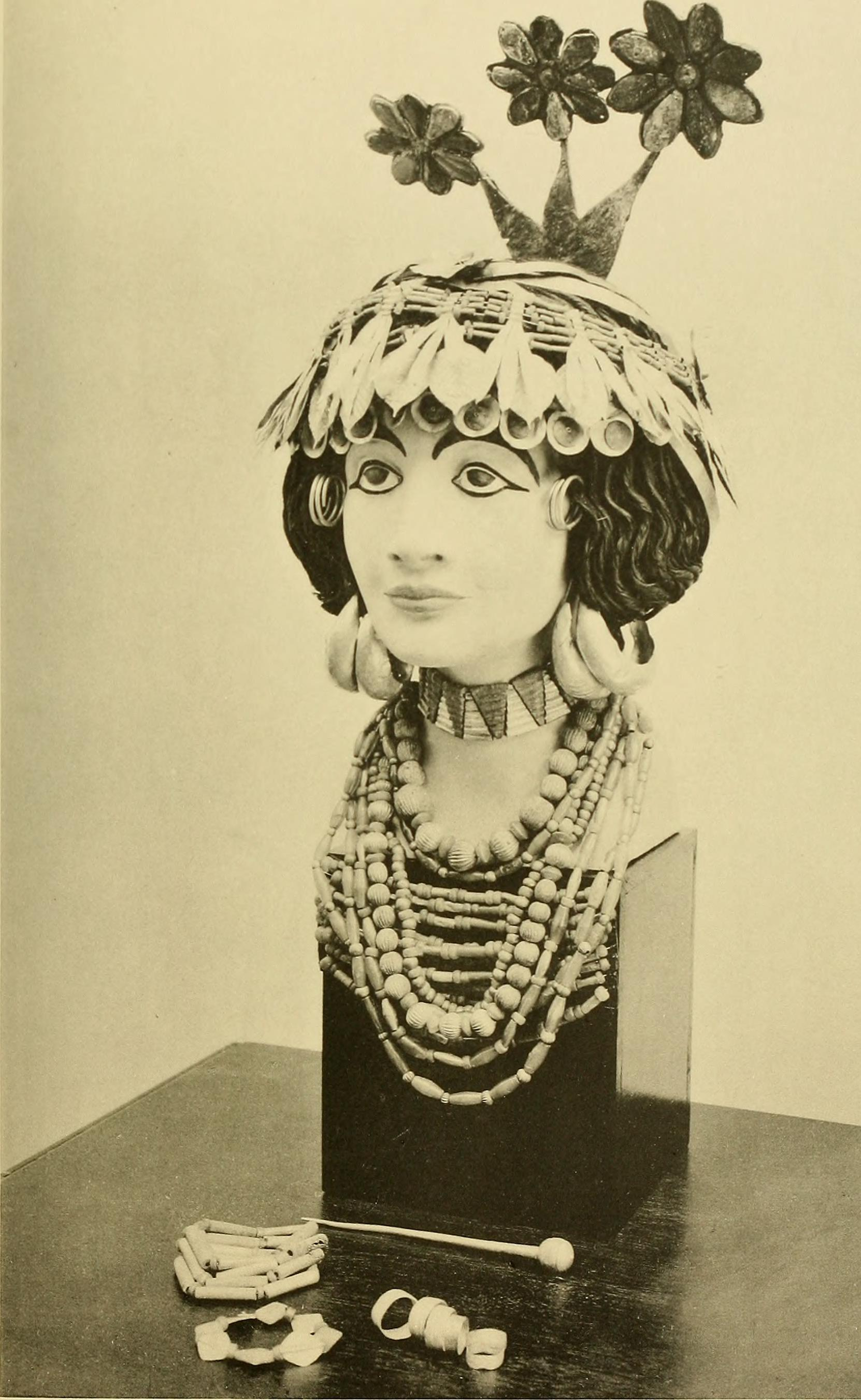
Украшения царицы или жрицы Пуаби, сделанные из золота и драгоценных камней. Царский некрополь I династии Ура

Основу экономики составляло ирригационное земледелие; было развито скотоводство (крупный и мелкий рогатый скот), ремесло и торговля. Храмы и дворцы поддерживали обширные обменные связи; торговля находилась в руках агентов-тамка́ров (шум. дамгар); особенно высокого уровня достигло ремесло (ср. находки из Царского некрополя Ура). Земля формально считалась собственностью местного божества; фактически она делилась на общинную и храмовую и в пределах государства могла продаваться, покупаться и сдаваться в аренду. Общинный сектор практически не отражён в письменных источниках; вероятно он включал большинство земель государства, а непосредственное распоряжение им осуществляли большесемейные «дома». Храмам принадлежали крупные земельные владения, обрабатываемые зависимыми работниками; храмовые наделы делились на «жреческие» (доход с них шёл на организацию культовых церемоний), «поля-кормления» (раздавались храмовому персоналу) и «поля возделывания» (сдавались в аренду). Крупнейшими землевладельцами были правители, которые скупали общинные земли и стремились подчинить себе храмовые хозяйства; постепенно это привело к формированию систем царско-храмовых (или государственно-храмовых) хозяйств.

### Общество
Каждый город-государство представлял собой территориальную общину — уру́ (шум. условно «город»), принадлежность к которой служила основой для самоидентификации и отражалась в самоназвании («люди города Ура», «люди города Киша» и т. д.); отчётливое деление по этническому или языковому признаку отсутствовало. Городская община состояла из «домов» (шум. э) — большесемейных общин, возглавляемых главами родов (патриархами); к «домам» также относились дворец («дом правителя») и храм («дом бога»). Храмовая номенклатура (жрецы, жрицы) составляла обособленную часть городской общины, тесно связанную с правителем. Население делилось на три основные категории: свободные, полусвободные и рабы. Высший слой свободного населения представляли главы «домов», наиболее знатные из которых образовывали родовую аристократию (представленную в совете знати/старейшин). Большинство свободного населения составляли младшие члены «домов», которые могли находиться в патриархальной зависимости от глав семейств; рядовое свободное мужское население обычно обозначалось термином гу́руш (шум. «молодой мужчина, мо́лодец»), участвовало в народном собрании (шум. унке́н) и ополчении; иногда под гурушами подразумевались все работоспособные мужчины вообще (в том числе зависимые работники храмов). Полусвободное население происходило из разорившихся и обездоленных общинников, которые, жертвуя частью прав, переходили под покровительство дворца, храма или большесемейного «дома»; полусвободные составляли основную массу работников храмовых хозяйств. Низший слой составляли рабы (изначально — пленники-чужеземцы): прежде всего рабыни (шум. нге́ме), реже — рабы-мужчины (шум. эред). В раннединастической Месопотамии активно шёл процесс социального расслоения, для смягчения последствий которого правители иногда «восстанавливали справедливость» (пример — древнейшие в мире законы Уруинимгины).

## Политическая история

### Первый этап раннединастического периода (РД I): XIX—XXVII вв. до н. э.
Первый этап раннединастического периода — время первых достоверно известных правителей и первых историчных династий Месопотамии. Письменные источники крайне скудны и малопонятны (преимущественно логограммы архаичной клинописи), данные политической истории — полулегендарны. В литературной традиции с этим временем соотносится доминирование в Шумере и Аккаде государства Киш (общинный бог — Забаба), куда «царственность» была ниспослана после мифического Потопа. Основателем I династии Киша считался герой Эта́на, летавший на небо на спине гигантского орла, чтобы получить там «траву рождения» (см. «Миф об Этане»). Уже в РД I правители Киша носили закреплённый титул «лугаль», предполагавший выраженные черты царской власти; от предпоследнего правителя I династии Энмебараге́си дошла древнейшая царская надпись из Месопотамии. Владычество Киша сопровождалось принуждением жителей покорённых общин к ирригационным работам в пользу этого государства; совершались грабительские походы в соседние страны, прежде всего в Элам. В урукской письменной традиции на время РД I может приходиться правление древнейших представителей местной I династии, в том числе полулегендарных Энмерка́ра и Лугальба́нды. Сказания о них описывают отношения с далёкой страной Араттой, откуда в Шумер поставлялся камень лазурит. Археологический материал свидетельствует о подъёме в РД I города Ур (так называемый «период архаического Ура»); с этапом РД I также связывается основание городской общины Мари в Северной Месопотамии. В конце РД I правитель Урука Гильгамеш поразил кишского царя А́ггу; доминирование Киша в Шумере закончилось, «царственность» перешла к Уруку.

### Второй этап раннединастического периода (РД II): XXVII—XXVI вв. до н. э.
Второй этап раннединастического периода традиционно связывается с доминированием («царственностью») в Шумере государства Урук (общинные боги — Ан, Инанна и Уту), где правил полулегендарный Гильгаме́ш (шум. Би́льгамес) и его потомки (I династия Урука). Письменные источники РД II плохо читаются; надёжных данных о политической истории нет. В археологии главным маркером РД II считается особая форма цилиндрических печатей («стиль Фара», изображали банкетные сцены), однако и эти свидетельства редки. С этапом РД II связывается возведение «стены Гильгамеша» в Уруке и основание новых городов, в числе которых: Дильбат, Куара (Кисига), Кисурра и Марад. Согласно стандартной формуле «Царского списка», Урук был повержен оружием и «царственность» перешла в Ур.

### Третий этап раннединастического периода (РД III): XXVI—XXIV вв. до н. э.
Третий этап раннединастического периода характеризуется ожесточённой борьбой государств за гегемонию над Шумером и Аккадом и яркими свидетельствами социального расслоения. Источники сравнительно многочисленны и понятны (распространялось слоговое письмо), однако из-за нестабильной политической ситуации последовательность событий часто неясна. Основные корпусы источников обуславливает выделение двух частей этапа — РД IIIa/период Фара (тексты архива из Шуруппака, совр. Телль-Фара) и РД IIIb (тексты досаргоновского Лагаша). С третьим этапом РД связывается возникновение городов-государств Казаллу и Вавилон.

#### РД IIIa (период Фара): XXVI—XXV вв. до н. э.
Период РД IIIa (период Фара́) соотносится с данными архива Шуруппака (совр. Телль-Фара), Царским некрополем Ура и архивом Абу-Салабиха. Доминирующей силой в Шумере была I династия Ура, о чём свидетельствуют гробницы Царского некрополя («великие шахты смерти») с коллективными захоронениями «свиты» и богатыми дарами. Наивысшего могущества династия достигла в правление лугаля Месанепа́ды (около 2563—2524 год до н. э.), который дополнил свою гегемонию в Шумере титулом «лугаль Киша» (означал гегемонию в Аккаде). В самом Аккаде ситуация была крайне нестабильной: после падения I династии Киша там в разное время доминировали: династия Авана (из Элама), I династия Ура, вероятно династия Мари, II династия Киша, династия Акшака. Титул «лугаль Киша» носил также некий Месилим из Дера; по крайней мере при этом царе в сферу влияния Аккада входили государства на Нижнем Тигре — Умма и Лагаш. В XXV веке до н. э. I династия Ура потерпела поражение от лагашского энси Эанатума и утратила доминирующую роль в Южной Месопотамии.

#### РД IIIb: XXV—XXIV вв. до н. э.

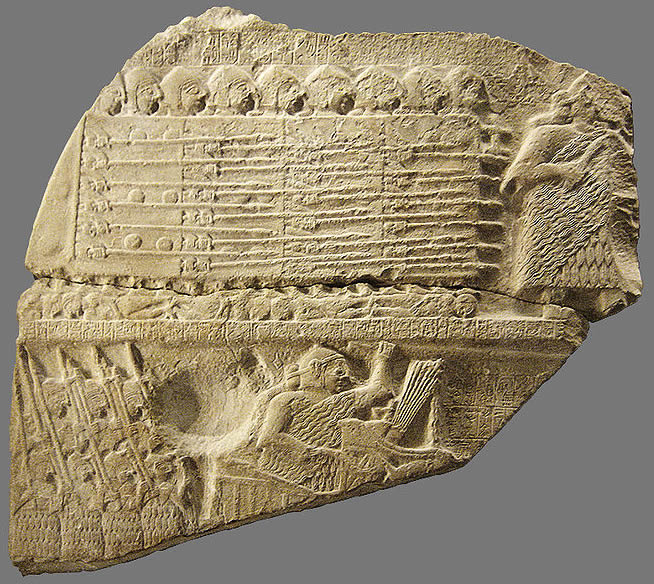
Шумерское войско. Верхний ярус — правитель Эанатум во главе щитоносной фаланги; нижний ярус — он же на колеснице во главе отрядов копейщиков. Фрагмент «Стелы коршунов» из Нгирсу. Лувр

Период РД IIIb — соотносятся с данными письменных источников из Нгирсу (столица государства Лагаш) и архивом сирийского государства Эблы. В начале периода доминирующей силой в Шумере и Аккаде был Лагаш; впоследствии политическая нестабильность нарастала, на гегемонию одновременно претендовали Ур-Урук, Лагаш, Адаб и Киш; в конце периода большинство государств Южной Месопотамии объединилось под верховной властью Лугальзагеси, правителя Уммы и Урука.
Государство Лагаш долгое время не играло существенной роли в коренной части Шумера; оно располагалось обособленно и в период Фара признавало гегемонию сильнейших правителей региона (Месанепады, Месилима). Возвышение Лагаша связано с воцарением I династии Лагаша (основатель — Ур-Нанше), которая добилась независимости и развернула активную внешнюю политику. Злейшим врагом государства была Умма, с которой велись регулярные войны из-за плодородной равнины Гуэден; жестокое поражение Умме нанёс энси Эанату́м (около 2450—2425 до н. э.), увековечивший эту победу на «Стеле коршунов». При Эанатуме Лагаш достиг пика могущества: поразив I династию Ура, он захватил важнейшие города Шумера (упомянуты Ур, Урук, Ларса и др.) и главный центр Аккада — Киш. Однако это объединение было эфемерным: несмотря на последующее признание преемников Эанатума в Ниппуре, многие указанные города обрели независимость или попали под власть других государств.
В условиях политического хаоса гегемония в Шумере доставалась удачливым полководцам, зачастую из далёких или малозначимых государств: в Ниппуре получил признание некий Хатаниш из династии Хамази; современником Эанатума мог быть полулегендарный Лугальанемунду́ (правитель Адаба), якобы покоривший земли от Шумера до Средиземного моря. В Аккаде продолжали бороться за гегемонию Киш и Акшак, периодически признававшие верховенство владык Шумера и Лагаша. В какой-то момент полулегендарная царица Куба́ба основала новую династию в Кише, которую «Царский список» разделяет на две (III и IV), но исследователи рассматривают как единую. В коренной части Шумера у власти закрепилась II династия Урука, основатель которой Эншакуша́на отторг у Лагаша Ур и некоторые другие города Шумера, разгромил Киш и ряд других северных городов, включая Аккаде (упомянут впервые). Эншакушана ввёл систему датировочных формул, а для обозначения своей гегемонии в Шумере он впервые стал использовать титул «лугаль Киэнги» (то есть «Шумера» — первое упоминание этого названия). В рассматриваемый период Ур и Урук могли быть объединены в одно государство: местные правители носили один и тот же набор титулов (включая «эн Урука» и «лугаль Ура»), а II династия Урука и II династия Ура могли быть тождественны. Преемник Эншакушаны Лугалькингенешду́ду распространил гегемонию на Аккад (получил титул «лугаль Киша») и заключил союз с лагашским энси Энтеме́ной (условно 2360—2340 год до н. э.). В самом Лагаше обострение социальных противоречий привело к смещению энси Лугальа́нды и избранию Уруинимги́ны (или Урукагины, около 2319—2311 годов до н. э.), который провёл ряд реформ с целью «восстановления справедливости» (Законы Уруинимгины). К этому времени ведущая роль в регионе перешла к крупному объединению городов-государств во главе c Лугальзагеси, правителем Уммы и Урука.

## Конец раннединастического периода
Конец раннединастического периода связан с объединением государств Шумера и Аккада под верховной властью Лугальзаге́си и последующим завоеванием их Аккадским царством. Около 2336 года до н. э. власть в государстве Умма (общинный бог — Шара) получил «волхв» Лугальзагеси (около 2336—2311 годов до н. э.); при неясных обстоятельствах он также был признан в Уруке, став там представителем новой династии. Предполагается, что Лугальзагеси возглавлял некую конфедерацию городов-государств, энси которых признавали Лугальзагеси верховным правителем. Это объединение охватило земли Шумера и, нанеся поражение кишскому царю Ур-Забабе, включило Аккад. Лугальзагеси также вёл войну с Лагашем, где продолжал править Уруинимгина; война привела к разорению Лагаша, утрате части его территории и переносу столицы на юг — в город Эни́нмар. В Аккаде между тем вспыхнуло восстание низов, во главе которого встал некий чашеносец кишского царя Ур-Забабы, принявший претенциозное имя Саргон («истинный царь»). Он закрепился в городке Аккаде́ и, опираясь на поддержку широких масс, смог подчинить Киш, а затем в череде битв разбить Лугальзагеси и его союзников. Уничтожив остатки государства Лагаш, Саргон Древний впервые в истории объединил Шумер и Аккад в рамках одного государства — Аккадской державы.

## Период Ниневии V в Северной Месопотамии
Период Ниневии V — эпоха или культура в истории и археологии Древней Месопотамии. Выделяется лишь в северной части региона; в Южной Месопотамии ей примерно соответствует Раннединастический период. Характеризуется наличием в соответствующих слоях фрагментов расписной керамики и посуды с орнаментом в виде насечек одноимённого типа. Период выделен М. Э. Л. Мэллоуэном во время шурфования памятника Куюнджик в 1931 году. Ниневия V — переходный период в процессе урбанизации Северной Месопотамии.

## Комментарии
1. ↑  До начала раскопок преобладало мнение Т. Якобсена, ассоциировавшего Абу-Салабих с городом Кеш.
2. ↑  Большинство титулов отражало жреческое происхождение верховной власти: эн обозначал верховного жреца, энси — «жрец закладки сооружений» или «жрец-строитель»; расширенные полномочия давал титул лугаль (букв. «большой человек», обычно переводится как «царь»), который обозначал военного предводителя и санкционировался народным собранием.
3. ↑  Главными центрами письменности были храмы, которые вели подробный хозяйственный учёт и составляли архивы; всё, что находилось за пределами царско-храмовых хозяйств, в том числе общинный сектор, реконструируется по спорадическим или косвенными данными.
4. ↑  И шумеры и восточные семиты (аккадцы) имели единое самоназвание — «черноголовые» (шум. саг-гиг, аккад. ца́льмат-ка́ккадим) и никак существенно друг друга не выделяли.
5. ↑  Архив из Шуруппака, упоминаемый в фундаментальной отечественной работе «История Древнего Востока» под редакцией И. М. Дьяконова, сейчас датируется последующим этапом РД IIIa.

## Cм. также
- История Древней Месопотамии